# گروه آرپی‌سی
گروه آرپی‌سی (انگلیسی: RPC Group) شرکت صنایع شیمیایی بریتانیایی است، که در سال ۱۹۸۸ تأسیس شد.